# Ongassaare
Koordinaten: 59° 10′ N, 27° 28′ O
Ongassaare ist ein Dorf (estnisch küla) in der Landgemeinde Alutaguse (bis 2017 Illuka). Es liegt im Kreis Ida-Viru (Ost-Wierland) im Nordosten Estlands.

## Beschreibung und Geschichte
Das Dorf hat 18 Einwohner (Stand 2011).
Der Ort trägt erst seit 1975 seinen heutigen Namen. Früher hieß das Dorf Kõnnu.
Berühmtester Sohn des Ortes ist der estnische Komponist Alfred Karindi (1901–1969). An seinem Geburtshaus wurde 1986 eine Gedenktafel enthüllt.
Im Wald bei Ongassaare liegen zwei bei Naturliebhabern und Anglern beliebte Seen, der Ümmargune järv (1,6 Hektar) und der Pikkjärv (2,1 Hektar). Beide Seen verbindet ein kleiner Bach. Beim Pikkjärv ist die Quelle des Flusses Alajõgi, der in den Peipussee mündet.